# 3506 French
3506 French eller 1984 CO1 är en asteroid i huvudbältet som upptäcktes den 6 februari 1984 av den amerikanske astronomen Edward L.G. Bowell vid Anderson Mesa Station. Den är uppkallad efter den amerikanska astronomen Linda M. French.
Asteroiden har en diameter på ungefär 16 kilometer och den tillhör asteroidgruppen Eos.